# آندرس فرو
آندرس فرو (انگلیسی: Andrés Ferro؛ زادهٔ ۲ اوت ۲۰۰۱) بازیکن فوتبال اهل ونزوئلا است.